# José Ángel Cuevas

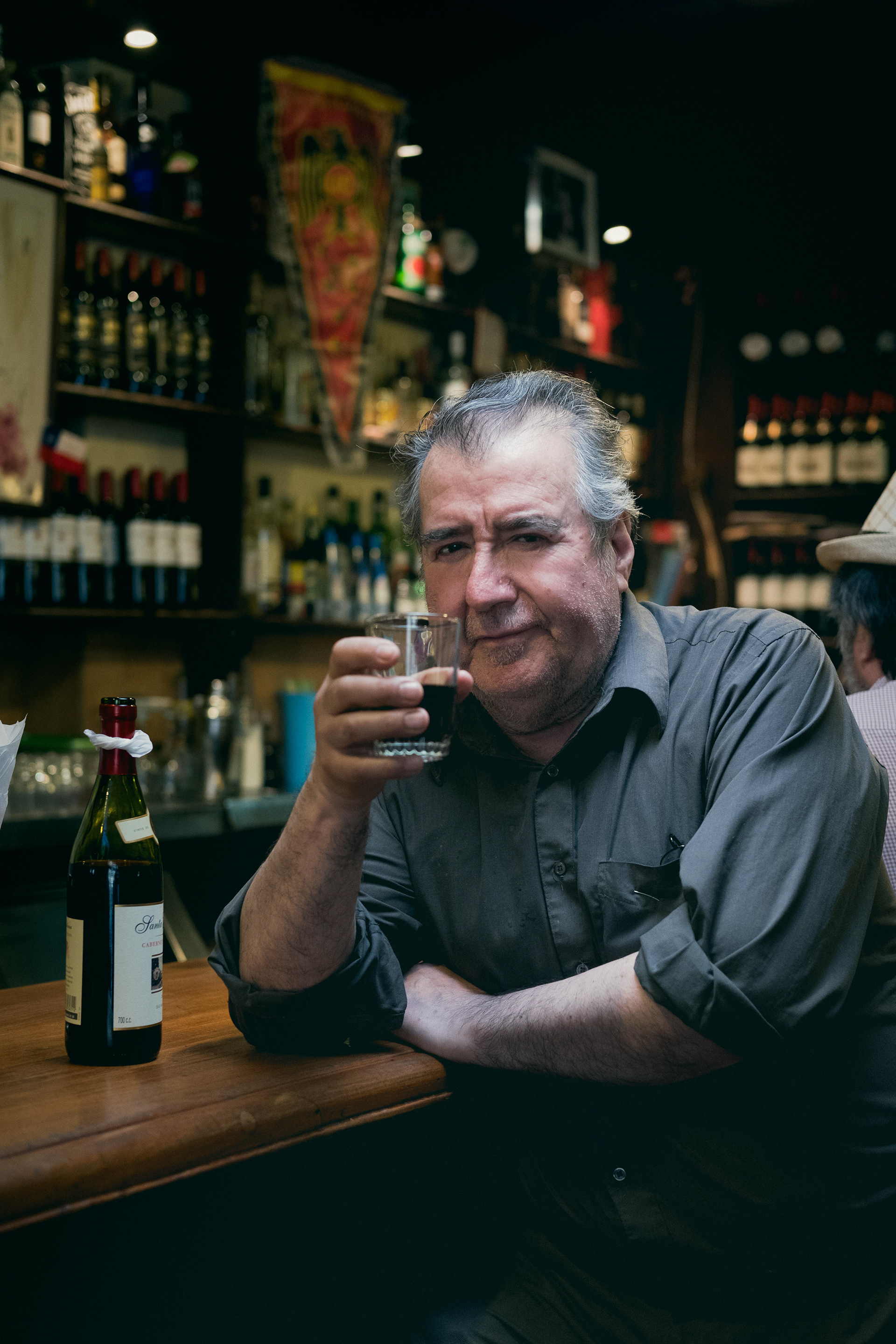
José Angel "Pepe" Cuevas, en Bar La Unión Chica, Santiago de Chile.

José Ángel Cuevas, más conocido como Pepe Cuevas (Santiago, octubre de 1944) es un poeta chileno de la llamada generación de 1970, exilio interior.

## Biografía
Hijo del dueño de un local de venta y servicio técnico de máquinas de escribir, fue alumno del Liceo Amunátegui, del que "fue el más grande cimarrero", según dice Cherie Zalaquett citando al mismo Cuevas: "Nos arrancábamos a pololear a los botes de la Quinta Normal y después con los bolsones a cuestas rematábamos en el cine Toesca. En cuanto se apagaba la luz nos tomábamos de la mano y comenzábamos a besarnos hasta que llegaban los carabineros y nos llevaban presos".
Ingresó a la Escuela de Derecho de la Universidad de Chile, pero allí "se sintió incómodo" por "el ambiente burgués y pituco", así es que se cambió al Instituto Pedagógico en pleno período de los grandes cambios sociales que vivió Chile en la década de los setenta.
En el Pedagógico, formó parte del grupo literario América, y sus primeros éxitos creativos los obtuvo en sus tiempos univeritarios, a principios de los años 1970, cuando ganó dos premios de la Federación de Estudiantes; su primer libro lo publicó al final de la década, en 1979.
Graduado de profesor de Filosofía, ejerció la docencia durante unos escasos años, porque fue exonerado durante la dictadura de Pinochet, cuando enseñaba en el Liceo Av. La Feria. En 2004 señalaba que vivía de la pensión que recibía por su calidad de exonerado político.
Sin embargo, no emigró; perteneció al llamado exilio interno. Sobre aquellos años, recordaría más tarde: "Entre balazos, sirenas, allanamientos masivos y camiones cargados de muertos caminé, caminé febrilmente por Santiago vencido (ésa ha sido de algún modo de mi vida, recorrer calles y más calles, barrios, poblados). A tres días de ocupación Militar-neofascista-empresarial vi en una muralla de la calle Exposición con grandes letras de brocha gorda 'Abajo la Junta Asesina'. De un día para otro se terminó la producción de libros, diarios, revistas, programas de televisión, grupos literarios, talleres poblacionales, teatro, danza. Mataron a Víctor Jara, Neruda murió de dolor, Ángel Parra y otros, presos en los campos de concentración, Inti-Illimani, Quilapayún, Payo Grandona, Manns, huyeron, se exiliaron largas listas de artistas, los grupos Trilce, Tebaida, Escuela de Santiago; los escritores Barquero, Gonzalo Rojas, Armando Uribe, Droguett, Atias, José M. Varas, Germán Marín, Skármeta, Dorfman, Schopf, Ruiz, Soledad Bianchi, Délano, Grínor Rojo, Gonzalo Millán, Tito Valenzuela, Hernán Miranda, etc..., de todas las generaciones y grupos. Son listas y más listas que conformarían el poema de Chile. Se terminó. Es como si de un día para otro nos demolieran la casa, echaran abajo el cerro San Cristóbal con la Virgen Iluminada. Uno está acostumbrado, no es muy consciente, pero cuando desaparece, allí siente lo que perdió. Todos mis amigos se fueron, los del Pedagógico, los poetas underground y, en especial, esa vida libre, poderosa. ¡Destrozada!"
De su primer libro —Efectos personales y dominios públicos, publicación artesanal, igual que los tres siguientes— dice que se lo debe a la Dirección de Inteligencia Nacional: "En mayo del 79 fui detenido en la calle, me llevaron a un lugar, y fui conminado a hacerles un contacto con gente del MIR. Se me dio una cita donde debería arreglar dicho contacto. Yo me imaginaba transformado en un delator. En realidad no tenía contacto alguno con el MIR, sólo antiguos amigos, mi relación era con el PC, en fin, estaba solo y en mi desesperación junté poemas, los llevé a una imprenta frente a mi trabajo, y me hicieron un libro amarrado con alambre y me fui a la Sech, para tener algún respaldo, como si eso hubiera sido una salvación. No volví a ver a los agentes".
En los años recientes ha recibido el encomio de la crítica por la calidad lírica y testimonial de sus últimos libros.
Cuevas es considerado uno de los autores más influyentes en las nuevas generaciones de poetas de Santiago, en parte gracias a su participación en talleres de centros culturales como Balmaceda 1215, pero principalmente debido a la actualidad de su poética y a su actitud de diálogo constante, tanto al interior de la escena poética, como hacia otros ámbitos del quehacer ciudadano.
Su poemario Introducción a Santiago fue reeditado por Balmaceda Arte Joven en 2007, con el título de Introducción a Santiago, 25 años después, al que se le añadieron Introducción a Santiago II, más la reescritura de Introducción a Santiago realizada por 12 jóvenes poetas del taller de Cuevas.
En agosto de 2008, José Ángel Cuevas fue homenajeado por un grupo de estudiantes de literatura de la Universidad Católica por su trayectoria y aporte a la poesía chilena.
Ha incursionado en el audiovisual: junto a Carlos Cabrera y Álvaro Monje ha realizado Serey llora por Santiago, Tres historias del Conglomerado y el documental de la clandestinidad Ningún libro de la historia hablará de nosotros.
Cuevas suele presentarse como ex poeta. Al respecto, dice: "Para explicarlo hay que revisar la poesía de los últimos treinta años. Hasta entonces Neruda fue el poeta, cabal, neto, que daba grandes lecciones. En contra de esa poesía pedagógica, propia de un yo enorme, apareció entonces el yo minúsculo del hombre de la calle, a través del cual habla Nicanor Parra. El dice 'antipoeta', pero en mi caso tampoco se trata de eso. Lo mío es un intento de construir un personaje que dejó de ser chileno. Alguien que lo perdió todo y volvió a empezar. Este personaje viudo es el ex poeta".
Raúl Zurita considera que "la ex-poesía del ex-poeta José Ángel Cuevas es la expresión más lúcida y elocuente de esa infinita derrota que haciendo caso omiso de las Apec, de los discursos de telemercados, de 'nuestra inserción en el mundo', desde el 11 de septiembre de 1973 y por mucho tiempo más será el único nombre de Chile. La ex-poesía nos dice así que no hay otra ética en el tiempo que nos tocó vivir que la de la pérdida".
A Cuevas le gusta viajar, y con los años no se ha puesto más sedentario: "De repente me pego unos piques a Brasil, donde tengo una hermana. Y voy a Buenos Aires, una vez cada un año y medio. Adoro Buenos Aires. Hay una cosa interior, algo metido en mis genes, que me hace sentirme feliz con los edificios, las construcciones, los lugares, los rincones, las calles. Pongo un pie en Buenos Aires y al tiro me pongo feliz".
Sus poemas han sido traducidos a varios idiomas; Cuevas ha dirigido talleres literarios; ha sido candidato al Premio Nacional de Literatura.
Cuevas, que tiene tres hijos, vive solo en Puente Alto en el sector cercano a la ex Papelera (CMPC) y, además, posee otro domicilio en Valparaíso.

## Estilo
Su poesía se la considera eminentemente urbana, de denuncia, donde resalta la indefensión del individuo respecto a la automatización de la sociedad que va perdiendo paulatinamente sus lazos de lealtad y adhesión y se va transformando, cada vez más, en un espacio despiadado y hostil.
Señala Jaime Quezada que "los poemas de Cuevas, generalmente extensos, escritos a la manera de una relación cronística, tiene la sencillez de un lenguaje cotidiano: usual, directo, objetivo. No hay complejidades conceptuales ni golpes a la cátedra. La palabra hecha discurso lírico del hombre-ciudadáno común y corriente: la tribu en su muchedumbre, en sus dolores, desamparos y soledades".
Cuevas habla desde la nostalgia, la rabia, la decepción, pero también habla desde la dignidad y la sencillez. A riesgo de parecer anclado en el pasado, Cuevas transita por una historia colectiva que fue truncada y torcida por la fuerza de los poderosos. Cuevas posee un discurso político, sin caer en lo panfletario, sino que lo lleva a lo cotidiano, a las vivencias de un transeúnte que habita un ex ciudad en un ex país.
Cuevas también parece recorrer en sus textos una ciudad construida a partir de un habitar ciertos lugares, es decir, de asociar esos lugares a una vivencia y a una experiencia particulares. Esto puede evidenciarse en sus constantes referencias a la ciudad de Santiago, cuyos espacios, antes conocidos por el hablante, se derrumban y transforman con la rapidez vertiginosa de la modernidad. En la poesía de Cuevas, este derrumbe no es solo físico, sino que es el individuo quien ve derrumbada su memoria, lo que se refleja en la pérdida identitaria, en la enajenación de las nuevas generaciones, cuya violencia se expresa en un lenguaje desafiante y marginal. Ante esto, la poesía de Cuevas parece proponer una mirada a la historia reciente de Chile, a manera de un espejo roto, donde la memoria es una noción torcida y fragmentada, difícil de hallar y de recomponer.

## Premios y reconocimientos
- Premio de la Federación de Estudiantes 1971
- Premio de la Federación de Estudiantes 1972
- Premio de la Asociación Gremial de Educadores de Chile (AGECH)
- Mención honrosa del Premio Municipal de Literatura de Santiago 1995 por Proyecto de país[13]
- Beca Fundación Andes, 1995
- Finalista del Premio Altazor 2006 con Restaurant Chile
- Finalista del Premio Altazor 2013 con Maquinaria Chile: Y otras escenas de poesía política
- Premio a la trayectoria en el Festival de Poesía La Chascona 2017[14]

## Obras
- Efectos personales y dominios públicos, Sergio Venegas, Santiago, 1979
- Introducción a Santiago, edición de autor, Santiago, 1982
- Contravidas, Gráfica Marginal, Santiago, 1983
- Canciones rock para chilenos, Barbaria, Santiago, 1987
- Cantos amorosos y patrióticos, Barbaria, Santiago, 1988
- Adiós muchedumbres, antología, América del Sur, Santiago, 1989
- 30 poemas del ex poeta José Ángel Cuevas, América del Sur, Santiago, 1992
- Proyecto de país, América del Sur, Santiago, 1994
- Poesía de la comisión liquidadora, LOM Ediciones, Santiago, 1997
- Diario de la ciudad ardiente, LOM, Santiago, 1998
- Maxim, carta a los viejos rockeros, Ediciones La Calabaza del Diablo, Santiago, 2000
- 1973, LOM, Santiago, 2003
- Restaurant Chile, antología personal, La Calabaza del Diablo, Santiago, 2005
- Introducción a Santiago, 25 años después, incluye Introducción a Santiago II y la reescritura del poema por 12 poetas emergentes; Balmaceda, Santiago, 2007
- Lírica del edificio 201, Black & Vermelho, Buenos Aires, 2007
- Álbum del ex Chile, portadas de prensa del período 1970-1973, más poesía y textos testimoniales; La Calabaza del Diablo, Santiago, 2008
- Canciones oficiales, antología, Ediciones Universidad Diego Portales, 2009
- Autobiografía de un ex – tremista, La Calabaza del Diablo, 2009
- Adiós muchedumbres (2010, reedición de Editorial Cuneta)
- Cosas sepultadas, Vox, Bahía Blanca, 2011
- Poesía del American Bar, Hebra Editorial, 2012
- Maquinaria Chile: Y otras escenas de poesía política, LOM, Santiago, 2012
- Capitalismo tardío, Mago, Santiago, 2013
- La novela del golpe o los muchachos del Grupo América, La Calabaza del Diablo, Santiago, 2013
- Poesía temprana, recopilación de Efectos personales y dominios públicos, Contravidas y poesía inédita; Montacerdos, Santiago, 2018
- Álbum del ex Chile 2, La Calabaza del Diablo, Santiago, 2016
- ex-chile, antología poética con prólogo de Soledad Bianchi y epílogos de los poetas Raúl Zurita y Jaime Pinos; Editorial UV, Valparaíso, 2021